# Sofia Amàlia de Nassau-Ottweiler
Sofia Amàlia de Nassau-Ottweiler va néixer a Ottweiler (Alemanya) el 8 d'octubre de 1688 i va morir a Hachenburg el 28 de maig de 1753. Era una noble alemanya, filla del comte Frederic Lluís de Nassau-Ottweiler (1651-1728) i de Cristina d'Ahlefeldt (1659-1695).

## Matrimoni i fills
El 19 de maig de 1708 es va casar amb Jordi Frederic de Kirchberg (1683-1749), fill de Jordi Lluís de Kirchberg (1626-1686) i de Magdalena Cristina de Manderscheid Blankenheim (1658-1715). El matrimoni va tenir tres fills:
- Guillem Lluís (1709-1751), casat amb Lluïsa de Salm-Dhaun (1721-1791).
- Carolina (1720-1795), casada amb Joan Frederic de Wied (1706-1791)
- Sofia Carlota (1731-1772), casada amb Joan Martí de Stolberg (1728-1795)